# 4927 О'Коннелл
4927 О'Коннелл (4927 O'Connell) — астероїд головного поясу, відкритий 21 жовтня 1982 року.
Тіссеранів параметр щодо Юпітера — 3,286.